# Vladimir Solovjov (ruimtevaarder)
Vladimir Aleksejevitsj Solovjov (Russisch: Влади́мир Алексе́евич Соловьёв) (Moskou, 11 november 1946) is een Russisch voormalig ruimtevaarder. Solovjov zijn eerste ruimtevlucht was Sojoez T-10 en vond plaats op 8 februari 1984. Doel van deze missie was een koppeling met ruimtestation Saljoet 7. De bemanning vestigde een nieuw duurrecord. 
In totaal maakte Solovjov twee ruimtevluchten. Tijdens zijn missies maakte hij acht ruimtewandelingen. In 1994 verliet hij Roskosmos en ging hij als astronaut met pensioen. 
Solovjov ontving meerdere titels en onderscheidingen waaronder twee keer Held van de Sovjet-Unie ook twee keer de Leninorde. 